# Jun Iwashita
Jun Iwashita (født 8. april 1973) er en tidligere japansk fodboldspiller.
Han har spillet for flere forskellige klubber i sin karriere, herunder Shimizu S-Pulse og Vissel Kobe.